# Padules
Padules é um município da Espanha, na província de Almería, comunidade autónoma da Andaluzia. Tem 27 km² de área e em 2021 tinha 436 habitantes (densidade: 16,1 hab./km²). Pertence à comarca de Alpujarra Almeriense.